# Olympische Sommerspiele 2012/Gewichtheben – Superschwergewicht (Frauen)
Das Gewichtheben der Frauen in der Klasse über 75 kg (Superschwergewicht) bei den Olympischen Spielen 2012 in London fand am 5. August 2012 im ExCeL Exhibition Centre statt. Es traten 14 Sportlerinnen aus 13 Ländern an.
Der Wettbewerb bestand aus zwei Teilen: Reißen (Snatch) und Stoßen (Clean and Jerk). Die Teilnehmerinnen traten zuerst im Reißen an, bei dem sie drei Versuche hatten. Wer ohne gültigen Versuch blieb, schied aus. Im Stoßen hatte wieder jede Starterin drei Versuche. Die Sportlerin mit dem höchsten zusammenaddierten Gewicht gewann. Im Falle eines Gleichstandes gab das geringere Körpergewicht den Ausschlag.

## Titelträgerinnen
| Weltmeisterin   | Reißen    | Tatjana Kaschirina | 147 kg | WM 2011 in Paris |
| Weltmeisterin   | Stoßen    | Zhou Lulu          | 182 kg | WM 2011 in Paris |
| Weltmeisterin   | Zweikampf | Zhou Lulu          | 328 kg | WM 2011 in Paris |
| Olympiasiegerin | Zweikampf | Jang Mi-ran        | 326 kg | Peking 2008      |

## Bestehende Rekorde
| Weltrekord    | Reißen    | Tatjana Kaschirina | 148 kg | Belgorod, Russland | 18. Dezember 2011 |
| Weltrekord    | Stoßen    | Jang Mi-ran        | 187 kg | Goyang, Südkorea   | 28. November 2009 |
| Weltrekord    | Zweikampf | Zhou Lulu          | 328 kg | Paris, Frankreich  | 13. November 2011 |
| Olympiarekord | Reißen    | Jang Mi-ran        | 140 kg | Peking, China      | 16. August 2008   |
| Olympiarekord | Stoßen    | Jang Mi-ran        | 186 kg | Peking, China      | 16. August 2008   |
| Olympiarekord | Zweikampf | Jang Mi-ran        | 326 kg | Peking, China      | 16. August 2008   |

## Zeitplan
- Gruppe A: 5. August 2012, 15:30 Uhr

## Endergebnis
| Platz | Sportler              | Land               | Körper- gewicht | Reißen (kg) | Reißen (kg) | Reißen (kg) | Reißen (kg) | Stoßen (kg) | Stoßen (kg) | Stoßen (kg) | Stoßen (kg) | Zweikampf |
| Platz | Sportler              | Land               | Körper- gewicht | 1           | 2           | 3           | Ergebnis    | 1           | 2           | 3           | Ergebnis    | Zweikampf |
| ----- | --------------------- | ------------------ | --------------- | ----------- | ----------- | ----------- | ----------- | ----------- | ----------- | ----------- | ----------- | --------- |
| 1     | Zhou Lulu             | China              | 130,83          | 142         | 146         | 146         | 146         | 181         | 187         | 190         | 187         | 333       |
| 2     | Tatjana Kaschirina    | Russland           | 102,31          | 144         | 149         | 151         | 151         | 175         | 181         | 187         | 181         | 332       |
| 3     | Jang Mi-ran           | Südkorea           | 118,07          | 120         | 125         | 129         | 125         | 158         | 164         | 170         | 164         | 289       |
| 4     | Nahla Ramadan         | Ägypten            | 105,51          | 122         | 125         | 125         | 122         | 150         | 155         | 158         | 155         | 277       |
| 5     | Ele Opeloge           | Samoa              | 124,89          | 117         | 122         | 122         | 117         | 145         | 150         | 155         | 150         | 267       |
| 6     | Sarah Robles          | Vereinigte Staaten | 124,35          | 114         | 118         | 120         | 120         | 144         | 145         | 145         | 145         | 265       |
| 7     | Oliba Nieve           | Ecuador            | 97,43           | 113         | 117         | 120         | 117         | 138         | 138         | 142         | 138         | 255       |
| 8     | Mami Shimamoto        | Japan              | 105,90          | 103         | 107         | 110         | 110         | 138         | 143         | 146         | 143         | 253       |
| 9     | Holley Mangold        | Vereinigte Staaten | 157,04          | 105         | 105         | 110         | 105         | 135         | 140         | 140         | 135         | 240       |
| 10    | Astrid Camposeco      | Guatemala          | 88,52           | 87          | 91          | 93          | 93          | 112         | 115         | 117         | 115         | 208       |
| 11    | Luisa Peters          | Cookinseln         | 88,58           | 74          | 78          | 82          | 82          | 95          | 100         | 105         | 100         | 182       |
| 12    | Alberta Ampomah       | Ghana              | 78,53           | 70          | 70          | 73          | 73          | 97          | 97          | 101         | 101         | 174       |
| —     | Mariam Usman          | Nigeria            | 120,79          | 125         | 129         | 133         | 129         | 160         | 160         | 160         | —           | DNF       |
| —     | Hripsime Churschudjan | Armenien           | 87,58           | 124         | 128         | 132         | —           | 158         | 166         | 166         | —           | DSQ       |

Zwischen Zhou Lulu und Tatjana Kaschirina entstand eine Rekordjagd. Im Reißen verbesserte Zhou zuerst den Olympiarekord um 2 kg auf 142 kg, Kaschirina konterte mit 144 kg. Im zweiten Versuch stemmte Kaschirina 149 kg und verbesserte den Weltrekord um 1 kg. Im dritten Versuch gelangen ihr sogar 151 kg. Mit 181 kg im Stoßen verbesserte dann Zhou den Olympiarekord im Zweikampf auf 327 kg. Im zweiten Versuch legte Kaschirina mit ebenfalls 181 kg nach und erzielte damit einen neuen Zweikampf-Weltrekord mit 332 kg. Zhous dritter Versuch über 187 kg bedeutete nicht nur neuen Olympiarekord im Stoßen, sondern auch einen weiteren Zweikampf-Weltrekord mit 333 kg. Der Sieg von Zhou war der dritte einer Chinesin in dieser Gewichtsklasse im vierten olympischen Wettkampf.
Das Internationale Olympische Komitee überführte die ursprünglich drittplatzierte Armenierin Hripsime Churschudjan des Dopingbetrugs und erkannte ihr im November 2016 die Bronzemedaille ab.

## Neue Rekorde
| Reißen    | 151 kg | Russland  | WR |
| Stoßen    | 187 kg | Zhou Lulu | OR |
| Zweikampf | 333 kg | Zhou Lulu | WR |